# Syrphoctonus alaskensis
Syrphoctonus alaskensis là một loài tò vò trong họ Ichneumonidae.